# Bad Berleburg
 (avril 2024).
Bad Berleburg est une commune de Rhénanie-du-Nord-Westphalie (Allemagne), située dans l'arrondissement de Siegen-Wittgenstein, dans le district d'Arnsberg, dans le Landschaftsverband de Westphalie-Lippe.

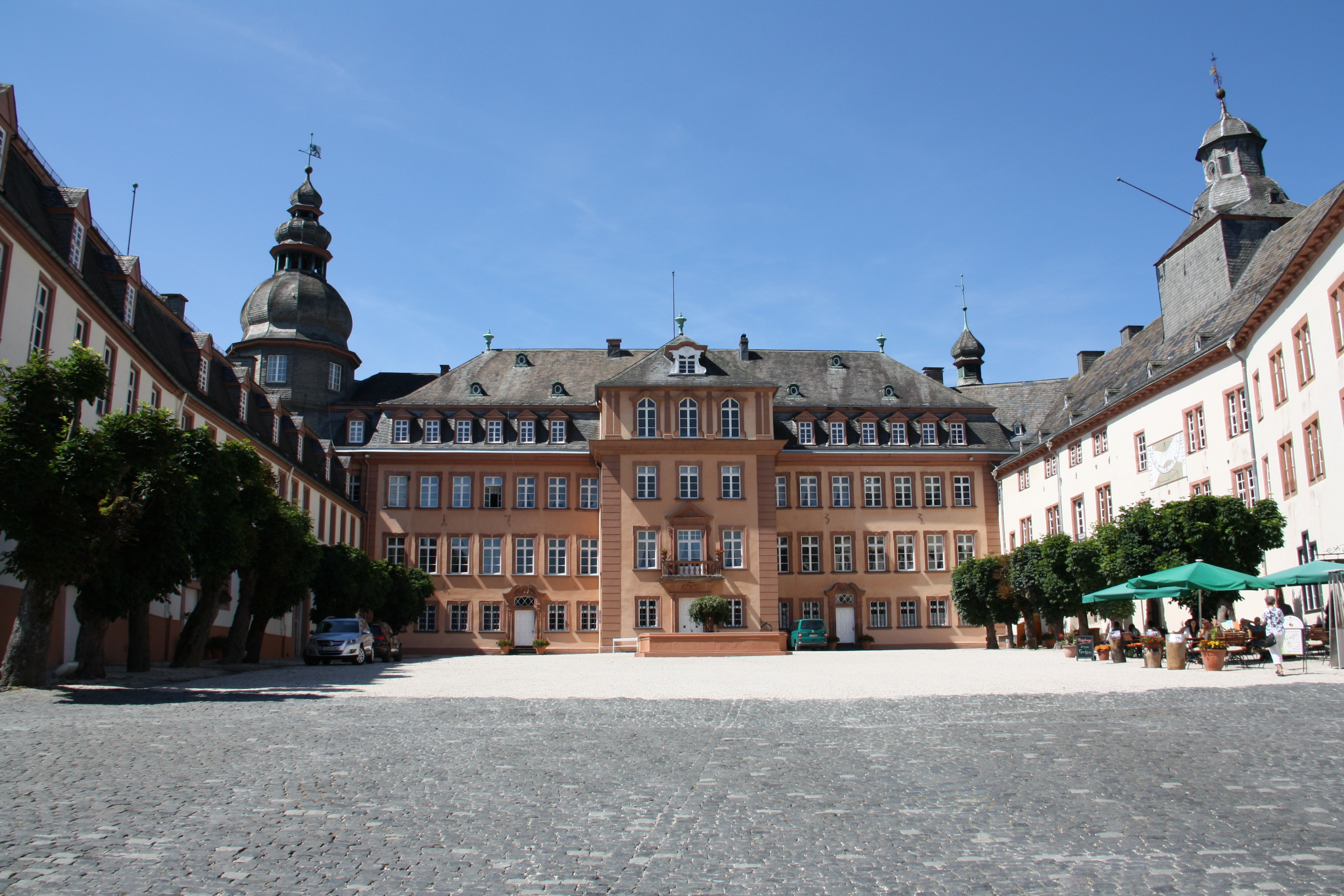
Château de Berlebourg des princes de Sayn-Wittgenstein.

## Histoire
| Appartenances historiques Comté de Wittgenstein 1322-1384 Comté de Sayn-Wittgenstein 1384-1607 Comté de Sayn-Wittgenstein-Berleburg 1607-1792 Principauté de Sayn-Wittgenstein-Berleburg 1792-1806 Grand-duché de Hesse 1806-1815 Royaume de Prusse (Province de Westphalie) 1815-1918 République de Weimar 1918-1933 Reich allemand 1933-1945 Allemagne occupée 1945-1949 Allemagne 1949-présent |

## Culture et patrimoine
Le château de Berlebourg, construit entre le XVIe et le XVIIIe siècle, est la résidence de la famille de Sayn-Wittgenstein.